# Nice Nailantei Leng'ete
Nice Nailantei Leng'ete (Kajiado, 1991) és una activista contra la mutilació genital femenina de les comunitats de pastors de Kenya.
Al llarg dels anys ha ajudat 15.000 nenes a evitar la mutilació genital. Fou la primera dona que es dirigí al consell d'ancians massais al Kilimanjaro i els convencé de prohibir la mutilació genital femenina en la societat massai a Kenya i Tanzània.